# Erik Aadahl
Erik Aadahl (* 16. September 1976 in San Francisco, Kalifornien) ist ein US-amerikanischer Tontechniker, der 2012 und 2013 für einen Oscar nominiert wurde.

## Leben
Aadahl wurde als Kind skandinavischer Einwanderer geboren und wuchs in der San Francisco Bay Area auf.
Im Jahr 2000 wurde Aadahl für die Soundeffekte für die Filmkomödie Letzte Ausfahrt Hollywood engagiert. Es folgten Arbeiten am Sound für die Filme Die letzte Festung, Daredevil, X-Men 2, Fantastic Four, Operation Walküre – Das Stauffenberg-Attentat, sowie für die Animationsfilme Kung Fu Panda und dessen Fortsetzung, Megamind, Monsters vs. Aliens und Für immer Shrek. Michael Bay engagierte Aadahl für die drei Spielfilme zu Hasbros Transformers. Für den dritten Teil der Reihe erhielt Aaadahl 2012 gemeinsam mit Ethan Van der Ryn seine erste Nominierung bei den Oscars. Im Jahr darauf wurden beide abermals in der Kategorie „Bester Tonschnitt“ für Argo nominiert. Weitere Nominierungen erhielt er jeweils 2019 für A Quiet Place und 2024 für The Creator.

## Filmografie (Auswahl)
- 1999: Auf die stürmische Art (Forces of Nature)
- 2000: They Nest – Tödliche Brut (They Nest)
- 2000: Letzte Ausfahrt Hollywood (The Last Producer)
- 2000: Dune – Der Wüstenplanet (Mini-Serie)
- 2001: Anne Frank (Mini-Serie)
- 2001: Die letzte Festung (The Last Castle)
- 2001: Die Zeit der Schmetterlinge (In the Time of the Butterflies)
- 2002: Undisputed – Sieg ohne Ruhm (Undisputed)
- 2002: Barbershop
- 2003: Daredevil
- 2003: Children of Dune
- 2003: X-Men 2 (X2)
- 2003: Die Liga der außergewöhnlichen Gentlemen (The League of Extraordinary Gentlemen)
- 2004: I, Robot
- 2005: Elektra
- 2005: Hide and Seek
- 2005: Fantastic Four
- 2005: The New World
- 2006: Superman Returns
- 2007: Transformers
- 2008: Kung Fu Panda
- 2008: Operation Walküre – Das Stauffenberg-Attentat (Valkyrie)
- 2009: Monsters vs. Aliens
- 2009: Transformers – Die Rache (Transformers: Revenge of the Fallen)
- 2010: Für immer Shrek (Shrek Forever After)
- 2010: Schwesterherzen – Ramonas wilde Welt (Ramona and Beezus)
- 2010: Megamind
- 2011: The Tree of Life
- 2011: Kung Fu Panda 2
- 2011: Transformers 3 (Transformers: Dark of the Moon)
- 2012: Argo
- 2012: To the Wonder
- 2012: The Man with the Iron Fists
- 2013: G.I. Joe – Die Abrechnung (G.I. Joe: Retaliation)
- 2013: Pain & Gain
- 2013: World War Z
- 2014: Need for Speed
- 2014: Godzilla
- 2014: Transformers: Ära des Untergangs (Transformers: Age of Extinction)
- 2015: Terminator: Genisys
- 2016: 13 Hours: The Secret Soldiers of Benghazi
- 2016: Kung Fu Panda 3
- 2016: Trolls
- 2016: Spectral
- 2016: Live by Night
- 2017: Transformers: The Last Knight
- 2018: A Quiet Place
- 2018: Pacific Rim: Uprising
- 2018: Christopher Robin
- 2018: Meg (The Meg)
- 2019: Bumblebee
- 2019: The LEGO Movie 2
- 2019: Willkommen im Wunder Park (Wonder Park)
- 2019: Friedhof der Kuscheltiere (Pet Sematary)
- 2019: Pokémon Meisterdetektiv Pikachu (Pokémon Detective Pikachu)
- 2019: Godzilla II: King of the Monsters (Godzilla: King of the Monsters)
- 2019: Everest – Ein Yeti will hoch hinaus (Abominable)
- 2019: 6 Underground
- 2020: Sonic the Hedgehog
- 2020: A Quiet Place 2
- 2020: Love and Monsters
- 2021: Godzilla vs. Kong
- 2021: Space Jam: A New Legacy
- 2021: Jungle Cruise
- 2021: Finch
- 2022: Ambulance
- 2022: Sonic the Hedgehog 2
- 2023: Cocaine Bear
- 2023: Transformers: Aufstieg der Bestien (Transformers: Rise of the Beasts)
- 2023: Die letzte Fahrt der Demeter (the Last Voyage of the Demeter)
- 2023: The Creator